# Iceni
Gli Iceni o Eceni erano una tribù celtica britannica  che, tra il I secolo a.C. e il I secolo d.C., viveva approssimativamente, forse, nelle odierne contee inglesi di Norfolk e Suffolk. I Cenimagni, che si arresero a Gaio Giulio Cesare durante la sua seconda spedizione, nel 54 a.C., erano forse un ramo degli Iceni e vivevano nel Kent nord-occidentale.

## Storia
Gli Iceni iniziarono, attorno al 10 a.C., a produrre monete il cui disegno era adattato dal tipo gallo-belgico detto la "faccia di cavallo" nel quale, in alcuni esemplari più antichi e soprattutto a Bixley, il cavallo era rimpiazzato con un verro. Alcune monete recano l'iscrizione "ECENI", mentre il primo nome di persona a comparire sulle monete è Antedio (ca. 10 a.C.), insieme ad altri abbreviati come "AESU" e "SAEMU".
Lo storico latino Tacito ricorda che all'epoca dell'invasione della Britannia voluta dall'imperatore Claudio, nel 43 d.C., gli Iceni si allearono volontariamente con i Romani. Tuttavia, si ribellarono nel 47, dopo che il proconsole Publio Ostorio Scapula aveva minacciato di disarmarli. Furono sconfitti proprio da Scapula in una battaglia feroce in un luogo fortificato, anche se gli fu poi concesso di mantenere la loro indipendenza. Il sito della battaglia potrebbe essere Stonea Camp, nel Cambridgeshire.
Una nuova e più seria ribellione si ebbe nel 61: Prasutago, il ricco re iceno filo-romano, morì; era pratica diffusa che un sovrano cliente lasciasse il suo regno in eredità a Roma, mentre il celta tentò di preservare la sua casata lasciando come suoi eredi congiunti l'imperatore e le figlie. I Romani ignorarono queste volontà testamentarie ed il procuratore Catone Deciano si impadronì dell'intero territorio, la moglie di Prasutago, Budicca, fu fustigata e le figlie stuprate. Mentre il governatore Gaio Svetonio Paolino stava combattendo in Galles, Budicca guidò gli Iceni ed i loro vicini Trinovanti in una rivolta su larga scala, mettendo a sacco la città di Camulodunum (Colchester). Tacito attribuisce alla rapacità del procuratore Deciano una certa responsabilità nello scoppio di questa rivolta.
Quando la regina attaccò Camulodunum, i suoi abitanti chiesero aiuto a Deciano, che però inviò solo duecento uomini; la città cadde e Deciano, spostatosi in Gallia, fu sostituito da Giulio Alpino Classiciano. Budicca mise a sacco anche Londinium (Londra) e Verulamium (St Albans), prima di essere sconfitta in una località sconosciuta, forse nelle Midlands Occidentali, da qualche parte nel Watling Street.
Gli Iceni sono ricordati come una civitas della Britannia romana da Claudio Tolomeo nella sua Geografia,
in cui è menzionata la città icena di Venta Icenorum. Venta è anche menzionata nella Cosmografia ravennate, e nell'Itinerarium Antonini, dove è indicato come un insediamento nei pressi del villaggio di Caister Saint Edmunds o, secondo il Museo nazionale di Cardiff, a Bixley nel Norfolk o nel Suffolk.
Una grande Statua di Budicca con una spada e sopra un carro si trova a Londra, sulla riva nord del Tamigi, vicino al ponte di Westminster.

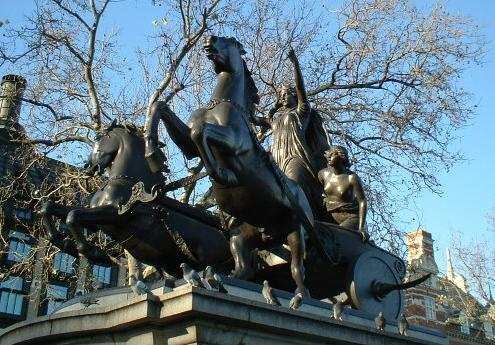
Statua di Budicca (Westminster)